# ジェノヴァ大学
ジェノヴァ大学（英語: University of Genoa、公用語表記: Università degli Studi di Genova）は、ジェノヴァに本部を置くイタリアの公立大学。1481年創立、1481年大学設置。

## 歴史
1481年に設立された。学生はジェノヴァはもとより、イタリア全土やヨーロッパ各地から集まる。

## 教員
- ジュセッペ・オキャリーニ
- ルッジェーロ・オッディ
- スタニズラオ・カニッツァーロ
- ブルーノ・ガッブリエッリ
- エドアルド・サングイネーティ
- ジャンカルロ・デ・カルロ
- ジュゼッペ・デ・ノタリス
- フェデリコ・デルピーノ
- オットー・ペンツィヒ

## 卒業生
ローマ教皇のベネディクトゥス15世等、著名人が数多くいる。

## ギャラリー

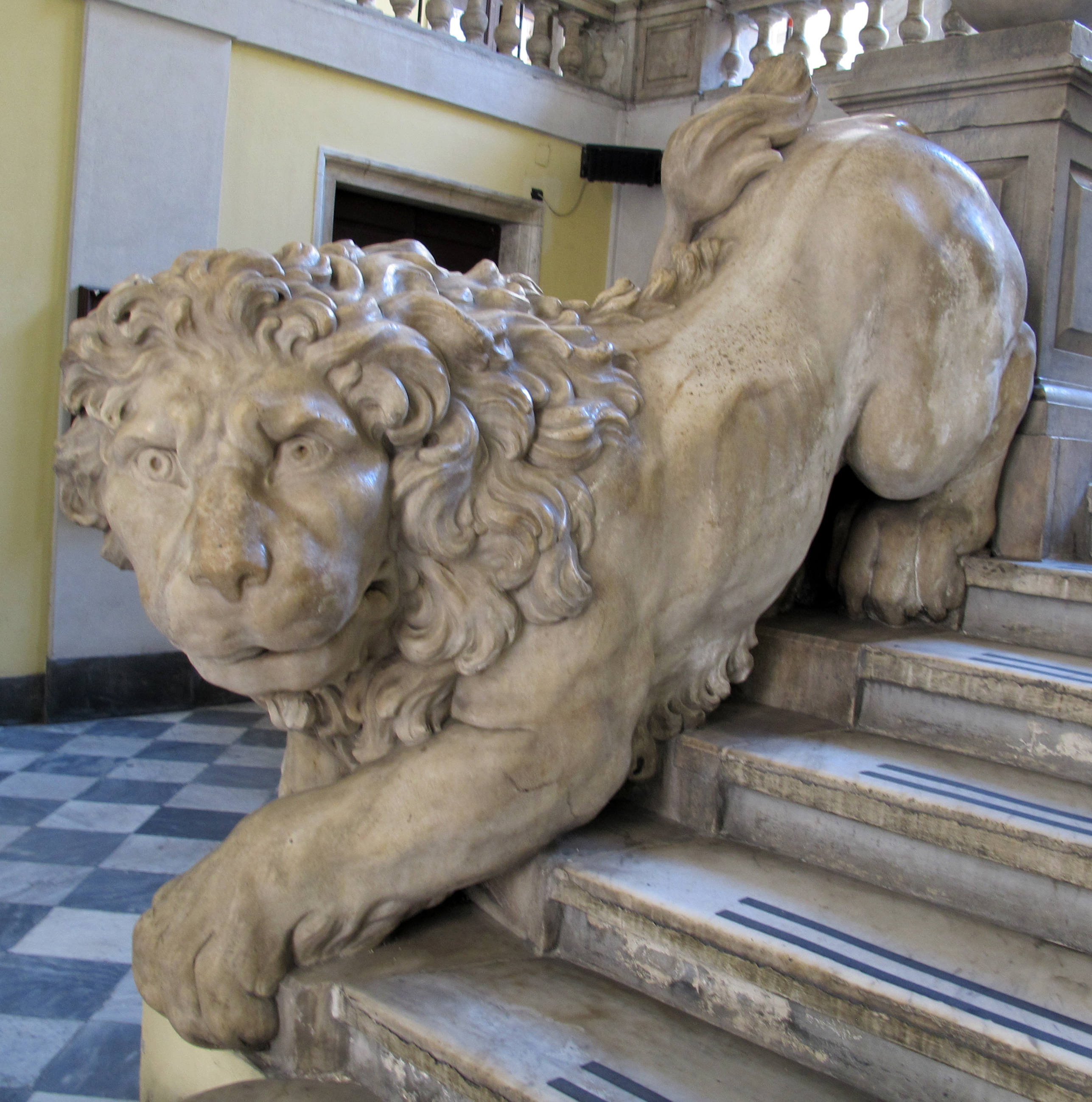
獅子の像
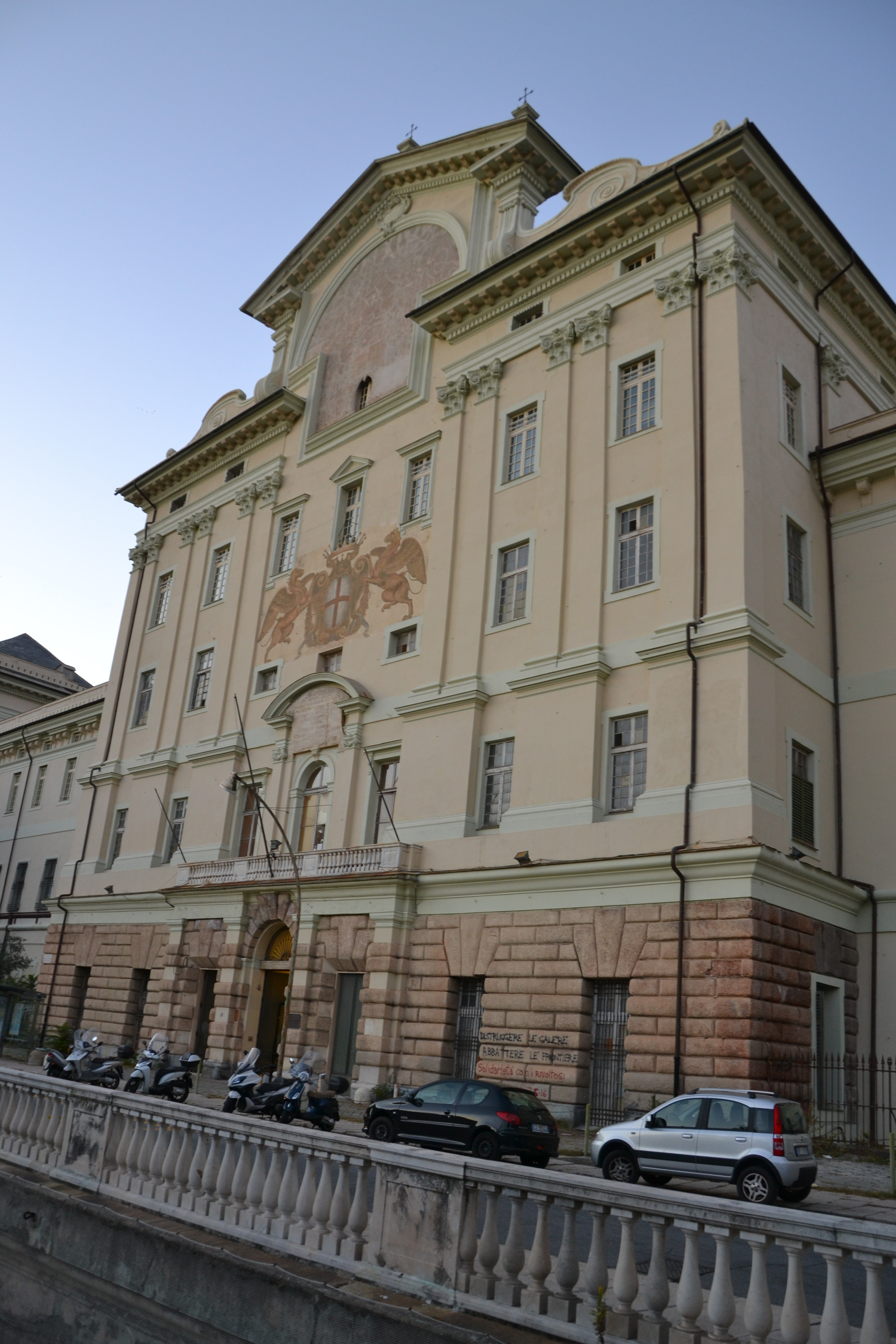
Albergo dei Poveri
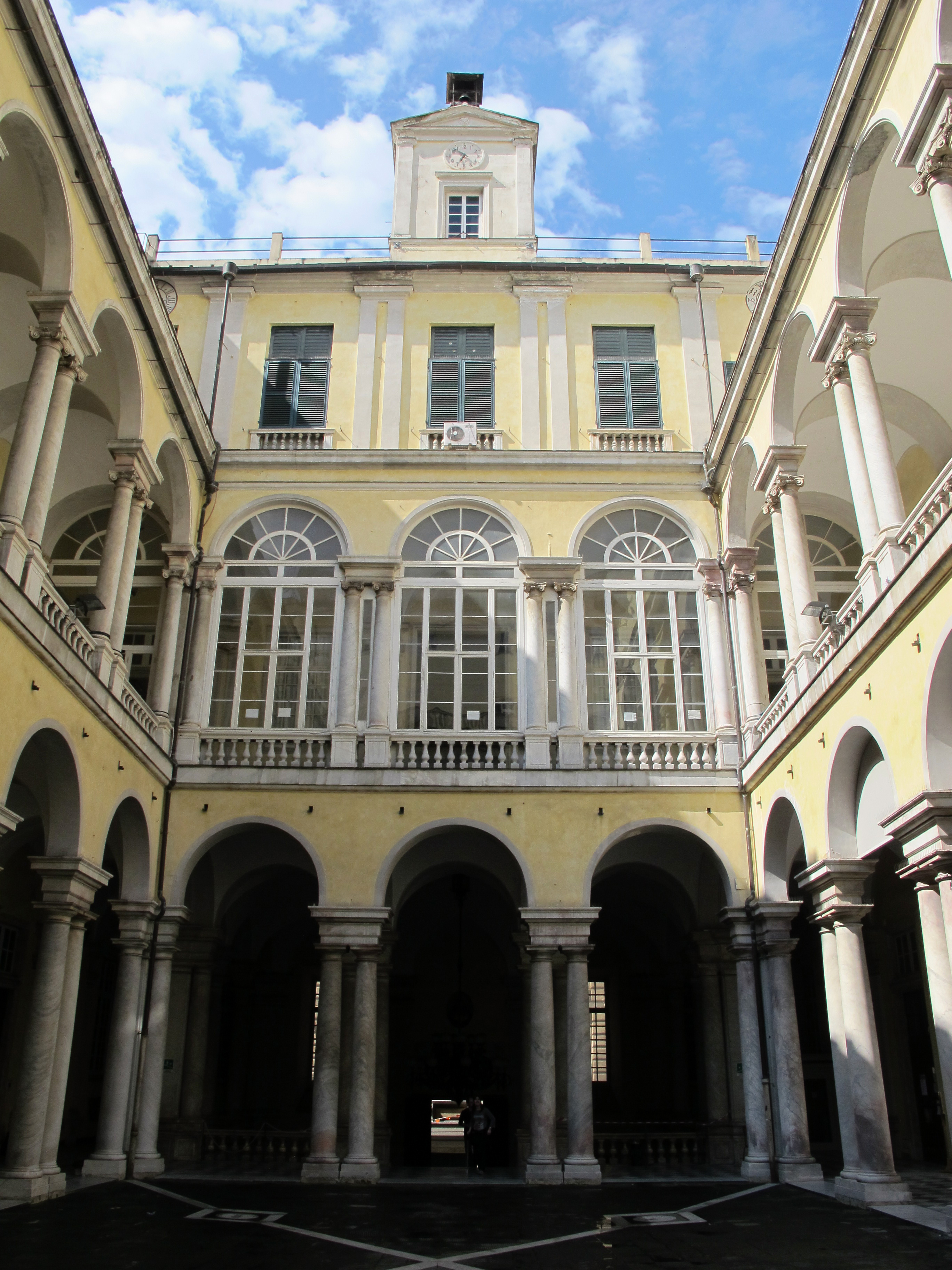
Palazzo dell'Università
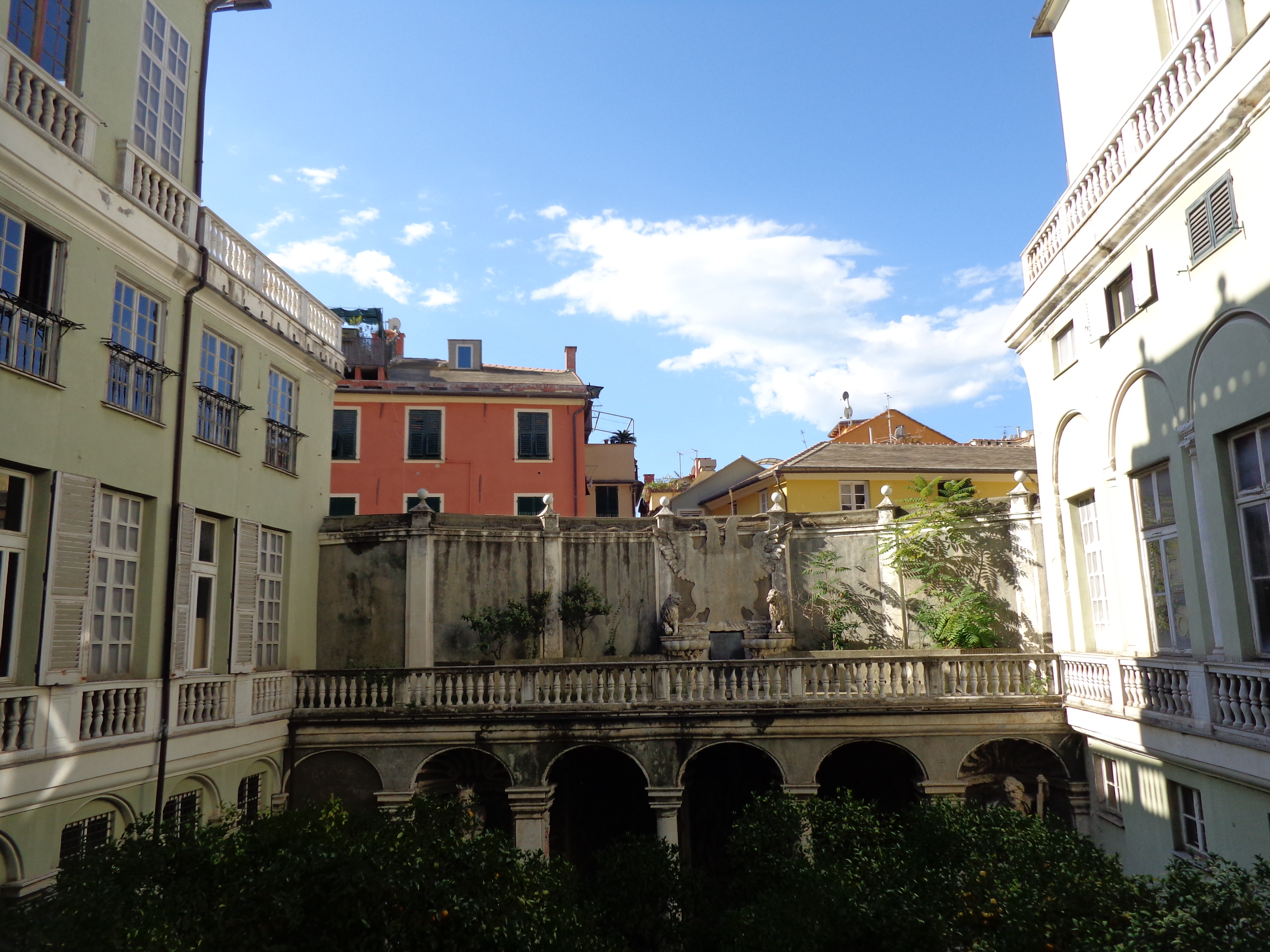
Palazzo Balbi-Senarega